# Petra Tungården
Petra Teresia Ellinore Tungården, född 9 februari 1988, är en svensk bloggare, stylist samt modechef på Metro. Hon har varit en av programledarna i Glamourama samt deltagit i Extra! Extra!, Hål i väggen, Fångarna på fortet och Stjärnkusken. Hon har gjort flera designsamarbeten med t.ex. Fitnessguru, Soft goat, 8848 Altitude samt driver det egna klädmärket Adoore.
Tungården är gift och har en son född 2020.